# بابوشدوبرته
بابوشدوبرته (به مجاری: Babosdöbréte) یک منطقهٔ مسکونی در مجارستان است که در ناحیه زالائگرسگ واقع شده‌است.